# Robert Trujillo
Roberto Agustín Miguel Santiago Samuel Perez de la Santa Concepción Trujillo Veracruz Bautista (Santa Monica, Kalifornija, SAD, 23. kolovoza 1964.), bolje znan samo kao Robert Trujillo, američki je basist, trenutačno član američkog thrash metal sastava Metallica. Također je svirao i u sastavima Suicidal Tendencies, Infectious Grooves i Black Label Society, s Jerryjem Cantrellom i u sastavu Ozzyja Osbournea.

## Životopis
Rođen je 26. kolovoza u Santa Monici, u Kaliforniji.
Karijeru je započeo svirajući u nekoliko manjih sastava prije nego što se pridružio sastavu Suicidal Tendences. Zaslužan je za utjecaj funka na dva albuma na kojima je svirao u tom sastavu.  
Zajedno s još jednim članom sastava, Mikeom Muirom, osnovao je novi sastav, Infectious Grooves, kako bi mogli svirati glazbu više orijentiranu na funk.
U drugoj polovici 1990-ih počeo je svirati u sastavu Ozzya Osbournea. U tom sastavu je snimio album Down to Earth.
U sastavu Black Label Society svirao je tijekom 2002. godine.
Nakon odlaska Jasona Newsteda iz Metallice, Trujillo se prijavio na audiciju za novog basista. Članom sastava postao je 24. veljače 2003. Metallica mu je isplatila 1 milijun dolara kao postotak koji bi zaradio da je svirao u Metallici. Njegova audicija i zapošljavanje prikazane su u dokumentarcu Metallica: Some Kind of Monster iz 2004. godine. Prvi album poslije njegova dolaska, St. Anger izdan je 5. lipnja iste godine, ali na tom albumu nije svirao Trujillo. Naime, pjesme su snimljene prije Trujillova dolaska, pa je bas dionice svirao producent albuma Bob Rock. Prvi studijski album na kojem je Tujillo svirao je objavljen tek 2008. godine, Death Magnetic.

## Stil
Trujillo uglavnom svira prstima, a ne trzalicom, za razliku od prethodnog basista Metaliice, Jasona Newsteda. Stil Roberta Trujilla je također bio jedan od razloga što se svidio članovima Metallica, jer je Cliff Burton, tragično stradali basist Metallice, također svirao prstima.

## Vanjske poveznice
- Intervju na Muzika.hr  Arhivirana inačica izvorne stranice od 21. svibnja 2010. (Wayback Machine)